# Tedros Adhanom
Tedros Adhanom Ghebreyesus (Ge'ez: ቴዎድሮስ አድሓኖም ገብረኢየሱስ; n. 3 martie 1965, Asmara, Imperiul Etiopian) este un politician și academician etiopian, care este Director General al Organizației Mondiale a Sănătății din 2017. Anterior, el a activat în Guvernul Etiopiei ca Ministru al Sănătății din 2005 până în 2012 și ca Ministru al Afacerilor Externe din 2012 până în 2016.
Tedros s-a alăturat Ministerului Sănătății în 1986, după ce a absolvit de la Universitatea din Asmara. Cercetător în malarie recunoscut la nivel internațional, ca Ministru al Sănătății Tedros primit laude pentru un număr de reforme inovatoare la nivel de sistem al sănătății care au îmbunătățit substanțial accesul la serviciile de sănătate și rezultatele acestora. Printre acestea au fost angajarea și instruirea a aproximativ 40.000 femei în sistemul de sănătate, reducând rata mortalității infantile de la 123 de decese la 1000 de nașteri vii în 2006 la 88 în 2011, și creșterea numărului de cadre medicale angajate, inclusiv medici și moașe. În iulie 2009, a fost ales Președintele Consiliului de Administrație al Fondului Global pentru combaterea SIDA, Tuberculozei și Malariei pentru un mandat de doi ani.
Tedros a fost ales ca Director-General al Organizației Mondiale a Sănătății de către Adunarea Mondială a Sănătății pe 23 mai 2017 pentru un mandat de cinci ani începând cu 1 iulie 2017.

## Copilărie și educație
Tedros s-a născut în 1965 în Asmara, Eritreea, părinților Adhanom Gebreyesus și Melashu Weldegabir. Familia era originară din Enderta din provincia Tigray și Adhanom își amintește că atunci pe când era copil era „pe deplin conștient de suferința inutilă și decesele” cauzate de malarie. În 1986 a primit titlul de Licențiat în Biologie de la Universitatea din Asmara  și s-a alăturat Ministerului Sănătății din Derg ca expert junior în sănătate publică.  
După căderea lui Mengistu Haile Mariam, Tedros s-a întors la universitate ca să urmeze un masterat în Imunologia Bolilor Infecțioase la London School of Hygiene & Tropical Medicine parte a Universității din Londra. El a primit ulterior un doctorat în sănătate comunitară de la Universitatea din Nottingham în anul 2000, în urma cercetărilor care au investigat efectele barajelor în transmiterea malariei în regiunea Tigray din Etiopia.

## Începutul carierei
În 2001, Tedros a fost numit șef al Biroului Regional de Sănătate Tigray. În calitate de șef al biroului, Tedros a fost creditat cu o reducere de 22,3% a prevalenței SIDA în regiune și cu o reducere de 68,5% în numărul cazurilor de meningită. A coordonat o campanie pentru a îmbunătăți accesul TIC prin instalarea de calculatoare și de conexiune la internet pentru cele mai multe dintre spitalele și clinicile din regiune, o noutate completă pentru acestea. Personalul din sănătate a fost majorat cu 50%. Imunizarea pentru rujeolă a ajuns la 98% dintre copii și imunizarea totală pentru toți copiii cu vârsta sub 12 luni a crescut la 74%.
Procentul de finanțare de la guvern pentru Biroul Regional de Sănătate Tigray a fost crescut la 65%, cu procentajul donațiilor străine scăzând la 35%. În general, 68,5% din populație a obținut acces la servicii de sănătate în maxim 10 km.
La sfârșitul anului 2003 a fost numit un Ministru de Stat (ministru adjunct) pentru Sănătate, funcție ocupată timp de peste un an. Din acest rol a început sp dezvolte agenda de reforme în sănătate.

## Viața personală
Tedros Adhanom este căsătorit și are cinci copii.